# Jánovce (Trnava)
|  | No s'ha de confondre amb Jánovce (Prešov). |

Jánovce és un poble i municipi d'Eslovàquia que es troba a la regió de Trnava, a l'oest del país.

## Història
La vila fou fundada el 1792.

## Demografia
| Godina             | 1994 | 2004   | 2014   | 2024   |
| ------------------ | ---- | ------ | ------ | ------ |
| Nombre de persones | 421  | 449    | 492    | 515    |
| Diferència         |      | +6,65% | +9,57% | +4,67% |

| Godina             | 2023 | 2024   |
| ------------------ | ---- | ------ |
| Nombre de persones | 511  | 515    |
| Diferència         |      | +0,78% |